# Dunøyane
Dunøyane est un archipel de petites îles du Svalbard, situé au nord du Hornsund. 
Parmi les îles de l'archipel, on compte à partir de l'ouest : Nordre Dunøya, Store Dunøya, Fjørholmen, et plus au sud dans le détroit de Dunøysundet, les petites îles Dunøyskjæra. Ces îles forment la réserve ornithologique de Dunøyane qui fait partie du parc national de Sør-Spitsbergen. Il y a interdiction d'approcher ces îles durant la période de reproduction. 